# 조던 벨피
조던 벨피(영어: Jordan Belfi, 1978년 11월 30일 ~ )는 미국의 배우이다. 영화 《블랙버드》(2014)에 출연하였다.

## 출연 작품

### 영화
- 드림걸스

### 드라마
- 샤크 (미국, CBS)